# پابلیک استورج
پابلیک استورج (انگلیسی: Public Storage) شرکت سرمایه‌گذاری املاک و مستغلات آمریکایی است، که در سال ۱۹۷۲ توسط بی. وین هیوز تأسیس شد. 